# أرماديلا
حمار قَبّان أو أرماديلا (الاسم العلمي Armadillidiidae)، فصيلة حشرات من رتبة القشريات المتساوية الأرجل، صغيرة القد، مبذولة، تعيش في الأماكن الظليلة الرطبة، يكثر وجودها في المنازل الأرضية
والأفبية الرطبة. وهي نوع حمار قبان المسجل في دستور أدوية 1866 كمُشَهَّ وذَوّاب ومُبَوَّل.
يمكن لأفراد هذه العائلة أن تتشكل في شكل كرة، معظم الأنواع موطنها حوض البحر الأبيض المتوسط في حين أن بعض الأنواع لها توزيعات أوروبية أوسع.

## البيئة والسلوك
هذه الحشرات قادرة على تشكيل أجسامها على شكل كرة في عملية تعرف باسم التكتل، يتم مشاركة هذا السلوك مع المدرع ودبابير الوقواق وقد ينتج ذلك عن الاهتزاز أو الضغط وهي وسيلة دفاع رئيسية ضد الافتراس، كما قد تقلل أيضًا من فقد الماء عن طريق الجهاز التنفسي.
يتكون النظام الغذائي لهذه الحشرات إلى حد كبير من المواد النباتية المتحللة مثل الأوراق وبدرجة أقل ألياف الخشب، كما تأكل النباتات الحية خاصةً في الظروف الرطبة وتستهلك أحيانًا الأوراق والسيقان والبراعم والجذور والدرنات والفواكه، يمكن أن تمثل هذه  الحشرات آفات خطيرة في بعض النظم الزراعية لا سيما في المناطق المعرضة للأمطار الغزيرة وظروف الفيضانات، تتغذى هذه  الحشرات على العديد من نباتات المحاصيل بما في ذلك الذرة والفاصوليا والكوسا والبازلاء والبطيخ والسلق والبنجر والخيار والبطاطس والسبانخ والخس والفراولة مع احتمال حدوث خسارة كبيرة في محصول الفراولة على وجه الخصوص، من المعروف أن بعض أنواعها تأكل لحم الحيوانات المتحللة، كما تأكل أيضًا جلد الثعبان المتساقط والحشرات الميتة إذا لزم الأمر.
تساهم هذه الحشرات في نظامها البيئي كمحللات، فهي قادرة على امتصاص المعادن الثقيلة مثل النحاس والزنك والرصاص والكادميوم وبلورتها في رواسب كروية في المعي المتوسط، كما أنها توفر مصدرًا غذائيًا للطيور والضفادع والعناكب والدبابير.

## التصنيف
يتم تمييزها عن عائلات قمل الخشب الأخرى من خلال الطبيعة المجزأة لسوط قرون الاستشعار والقدرة على التدحرج في كرة.
يوجد ضمن عائلتها 15 جنسًا معترفًا بها حاليًا.